# Apiocera helenae
Apiocera helenae är en tvåvingeart som beskrevs av Paramonov 1953. Apiocera helenae ingår i släktet Apiocera och familjen Apioceridae. Inga underarter finns listade i Catalogue of Life.